# Hugh Munro
Hugh Thomas Munro (1856–1919) fue un montañero escocés conocido sobre todo por su lista de montañas en Escocia que superan los 3.000 pies (914,4 m), conocidos como munros.
Munro nació en Londres, pero fue criado en Escocia en la finca familiar de Lindertis cerca de Kirriemuir en Angus. Fue un ávido escalador, y fue un miembro fundador del Scottish Mountaineering Club en 1889. Su lista de montañas de más de 3.000 metros de 1891 fue publicada en el ejemplar número 6 del Scottish Mountaineering Club Journal en 1891. Esta lista causó gran sorpresa en los círculos montañeros, pues hasta que apareció esa lista muchos pensaban que el número de montañas que superaban esta altura estaba alrededor de 30 más que los cerca de 300 que él apuntó. Estas montañas son conocidas como munros y es una afición popular intentar ascenderlas todas. 
Hugh Munro nunca escaló su propia lista. De su lista original fracasó en el ascenso de una montaña en los Cairngorms (Carn Cloich-Mhuillin), que él había reservado como la última. Cuando murió, había producido una versión reformada de la lista, añadiendo Carn an Fhidhleir, que todavía le faltaban por ascender. A Sir Hugh a menudo se le reprocha haber ignorado el Inaccessible Pinnacle "Pináculo Inaccesible" de Sgurr Dearg, en la isla de Skye, un pico que no está documentado que subiera. Sin embargo, el "In Pinn" no fue incluido en ninguna de las listas que produjo en vida, a pesar de tener unos pies más que Sgurr Dearg, que sí incluyó. La primera persona que logró la hazaña se considera en general que fue el Rev. A. E. Robertson en 1901.
Además de sus intereses montañeros, Munro viajó mucho e hizo viajes a Europa, Asia, Norteamérica y África. 
A los 58 era demasiado mayor para el servicio militar durante la Primera Guerra Mundial pero hizo trabajo voluntario con la Cruz Roja y cuidó de soldados heridos en Malta en 1915. Después de una breve enfermedad, se unió de nuevo a la Cruz Roja, llevando una cantina para las fuerzas aliadas cerca de la línea del frente en Francia. Murió en 1919 a la edad de 63 años, durante la epidemia de gripe que siguió a la guerra.